# Cháris Pappás
Pour les articles homonymes, voir Pappas.
Charílaos Pappás (en grec : Χαρίλαος Παππάς), plus connu sous le nom de Cháris Pappás (Χάρης Παππάς) est un footballeur grec né le 13 mai 1983 à Eleftheroupoli qui évolue au poste de milieu ou ailier droit.

## Biographie
Cháris Pappás était au départ destiné à une carrière d’athlète ; il fut même sélectionné dans les équipes de jeunes de son pays pour l’épreuve du 400 m. Alors qu’il joue avec des amis sur un terrain de 5 contre 5, il est repéré par l’entraîneur de l’Orfea Eleftheroupolis qui arrive à le convaincre de rejoindre le club en D’Ethniki (4e division grecque). C’est six mois plus tard qu’il rejoint le club de Panserraikos et reste un an au sein de l’équipe qui évolue en B’ Ethniki (2e division). En décembre 2002, il signe à l’Apollon Kalamarias. Lors de la saison 2003-2004, grâce à ses exploits, le club remonte en A’ Ethniki après plusieurs années. Parmi l’élite, il se distingue encore en réalisant une excellente saison qui permet à son club de se maintenir et d’attiser le désir des grands clubs grecs parmi lesquels le PAOK Salonique, l’Olympiakos Le Pirée et l’AEK Athènes, club qu’il soutient depuis petit. C’est finalement à l’Olympiakos Le Pirée qu’il atterrit, mais l’entraîneur de l’époque, Trond Sollied, ne lui fait pas confiance. Ainsi, il retourne à l’Apollon Kalamarias où il est prêté pour une saison ; une fois de plus, le club réalise une bonne saison grâce à lui et est à deux doigts de se qualifier pour la Coupe UEFA. Lors de la saison 2006-2007, après le départ de Trond Sollied, il espère que son successeur, Takis Lemonis, lui donnera sa chance, mais ce n’est pas le cas. Ainsi, après la rupture de son contrat, il s’engage pour trois à l’AEK Athènes qui lui offre une nouvelle chance. 

## Palmarès
- Champion de Grèce : 2006 (Olympiakos).